# Georg Joachim Rheticus
Georg Joachim Rheticus hay còn được biết đến là Rheticus (1514-1574) là một nhà toán học, nhà thiên văn học, nhà bản đồ học, người tạo ra công cụ định hướng, người thực tập y khoa, và giáo viên người Áo. Ông đã tạo điều kiện việc xuất bản tác phẩm De revolutionibus orbium coelestium của người thầy của mình, Nicolaus Copernicus. Những điều người ta biết đến ông nhiều nhất là việc tạo ra các bảng lượng giác và là học trò duy nhất của Copernicus.

## Tiểu sử
Rheticus sinh ra tại Feldkirch, Đại Công quốc Áo. Cả cha mẹ của ông, Georg Iserin và Thomasina de Porris, sở hữu sự giàu có đáng kể Cha của Rheticus là một bác sĩ của thị trấn. Tuy nhiên, Georg Iserin phủ nhận sự thật của nhiều bệnh nhân của ông, lấy tài sản và tiền từ gia đình của họ. Trong năm 1528, ông đã bị kết án và xử tử cho tội của mình và như một kết quả gia đình của ông đã phải đổi họ.
Gia đình đã chấp nhận họ của mẹ là de Porris. Sau đó, khi là một học sinh của Wittenberg Georg Joachim đã chấp nhận cái tên Rheticus, một cái tên tiếng Latin cho khu vực ông sống, Rhaetia, một tỉnh La Mã bao gồm các phần của Áo, Thụy Sỹ và Đức. Trong danh sách tuyển của Đại học Leipzig, họ của Georg Joachim, de Porris, đã được chuyển thành họ kiểu Đức von Lauchen. Miệng núi lửa Rhaeticus được đặt theo tên của ông.